# Fínghin Mac Carthaigh

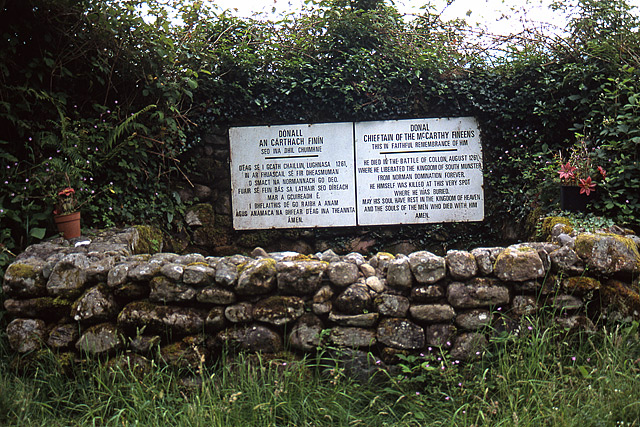
Un monumento en el sitio de la Batalla de Callann

Finghin MacCarthy, también conocido como Fineen de Ringrone (en irlandés: Fínghin Reanna Róin Mac Carthaigh), fue Rey de Desmond desde 1251 a su muerte en 1261, poco después de su victoria sobre John FitzGerald, I baron Desmond en la Batalla de Callann. Era hijo de Donal Gott MacCarthy, Rey de Desmond y fundador de la dinastía de MacCarthy Reagh, Príncipes de Carbery, y por esa razón se considera que pertenece a ellos.
La victoria de Finghin MacCarthy contra los Geraldines permitió la existencia del Desmond gaélico los siguientes tres siglos.